# 스프레이 (액적)

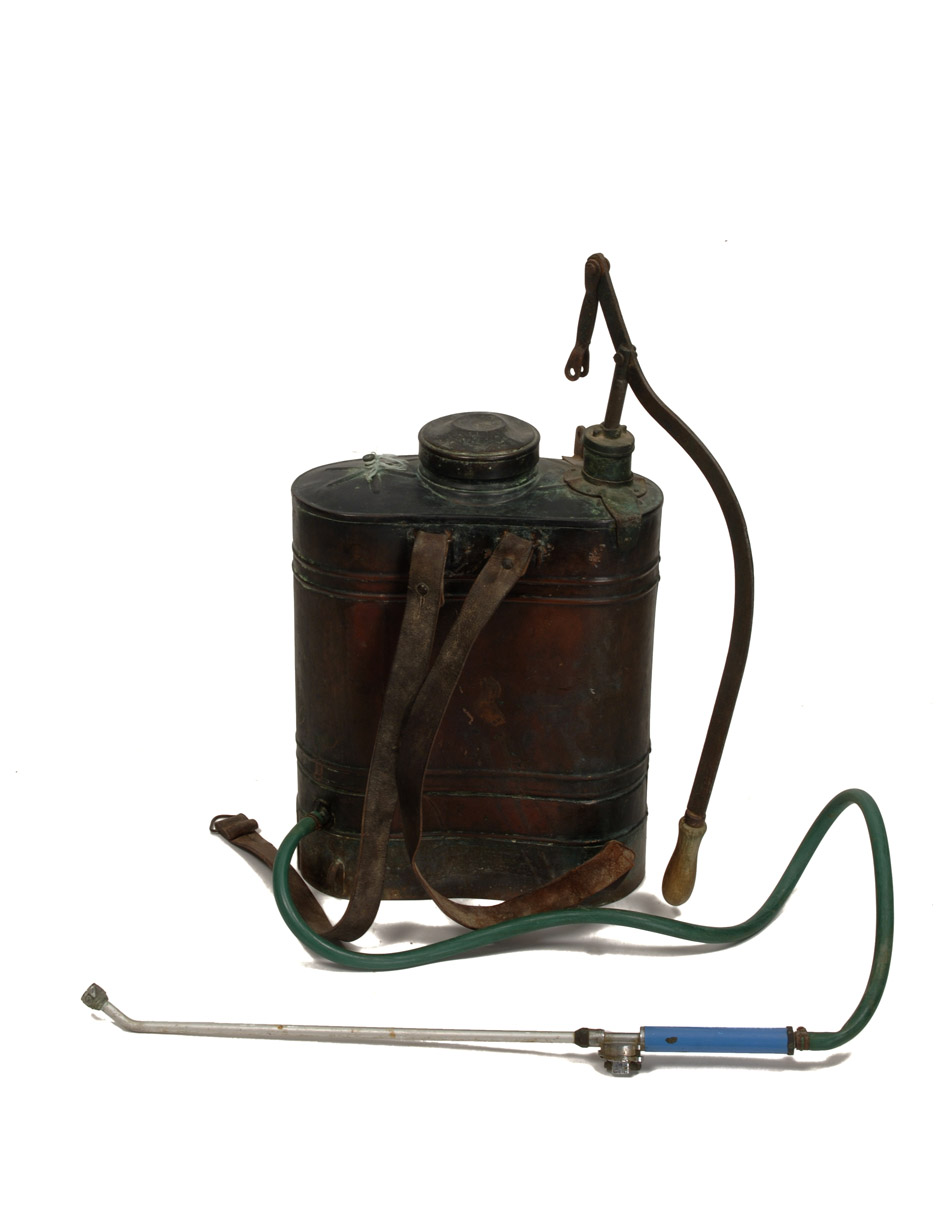
채소 황산화에 사용되는 스프레이어

스프레이(spray)는 기체에 분산되는 유동적인 물방울들의 모임이다. 비말(飛沫), 분무(噴霧)라고도 한다. 물보라라고도 하지만, 물에 한정되지는 않는다. 스프레이를 형성하는 과정은 "원자화"라고 한다. 스프레이 노즐은 스프레이를 발생시키는 장치이다. 물질을 횡단면으로 분산시키고 액체 표면적을 만들어내기 위해 사용된다. 스프레이를 통해 물질이 가장 효율적으로 사용될 수 있게 하는 응용 방식들이 수천가지가 된다. 가장 적절한 기술, 최적의 장치, 크기를 선별하기 위해서는 분무 특성을 이해할 필요가 있다.

## 스프레이 형성
스프레이 원자화는 여러 방식으로 형성될 수 있다. 가장 흔한 방식은 액체를 원자화시키는 각기 다른 기계적 힘에 의해 움직이는 (일반적으로) 유체가 있는 스프레이 노즐을 경유하는 것이다. 최초의 원자화 노즐은 1800년대 말에 오하이오 주의 Thomas A. DeVilbiss of Toledo가 발명하였다.